# 交收东三省条约
《交收東三省條約》，又稱《俄國撤兵條約》，於清光緒二十八年（1902年）4月8日（俄曆3月26日）簽訂，為關於俄罗斯帝国願意從中國東北撤出佔領軍的條約。是沙俄和苏联割占中国领土的一部分。1900年發生的義和團事件期間，俄羅斯帝国出兵清朝，佔領了清朝整個東北領土。俄國駐華公使雷薩爾與清朝外務部大臣慶親王奕劻、會辦大臣王文韶在北京簽訂的關於俄國從中國東北撤出佔領軍的條約。

## 背景
光緒二十六年（1900年）義和團事件爆發後，沙俄以保護東三省鐵路及其他權益的名義，出動十幾萬大軍，佔領中國東北全境，企圖兼并中國東三省。
《辛丑條約》簽訂後，沙俄不肯從中國東北撤兵。東北人民展開武裝抗俄鬥爭，英國、美國、日本等國，亦以利害衝突，出面干涉，要求俄國從東北撤兵。在國際壓力下，沙俄政府被迫於光緒二十八年（1902年）4月8日與中国清朝政府訂立《交收東三省條約》。

## 內容
沙俄在國際的強大壓力下，被迫於1902年4月8日在北京與清政府訂立《交收東三省條約》。共四條：
- 東三省歸還中國“一如俄軍未經佔據以前，仍歸中國版圖及中國官治理”。
- 俄軍在十八個月內，以每六個月為一期，分三期，全數從東北撤走。
- 俄軍撤退前，清政府在東北「不另添練兵」﹔撤兵後，駐東北軍隊人數應隨時知照俄國。
- 俄軍交還山海關、營口和新民廳沿線鐵路後，清政府應給予“賠償”。

## 後續
第一期撤軍，俄國如約實行，撤走在奉天省（今遼寧）遼河以西的軍隊，但光緒二十九年（1903年）4月的第二期撤兵時，卻違約不撤，另提苛刻條件並重新佔領瀋陽。
日本在英、美等國支持下，與俄國進行談判，要求俄軍撤退。沙俄拒不撤軍，激起了中國人民的拒俄事件，俄日矛盾亦日益加劇，從而導致光緒三十年（1904年）2月，日俄戰爭的爆發，并以俄国战败而告终。

## 館藏
中文文本現寄存於臺北外雙溪國立故宮博物院。